# Estação Cipro―Musei Vaticani
41° 54′ 27″ N, 12° 26′ 51″ L
Cipro É uma estação de metro na Linha A do Metro de Roma, inaugurada em 1999. A estação está situada entre via Cipro e via Angelo Emo.
O nome da estação, que significa "Chipre", vem do nome da rua que abre: Os nomes de várias ruas na área recordam lugares e povos relacionados à história da República Veneza e outros Repubbliche Marinare.

## Arqueologia
No átrio ao ar livre abaixo do nível da rua, alguns achados arqueológicos, encontrados em 1993/94 durante a escavação da seção Ottaviano-Battistini da Linha A, são exibidos. Eles incluem um sarcófago do século III em mármore de Carrara, uma urna funerária de cinzas e algumas inscrições; No bairro, que nos tempos antigos estava fora de Roma propriamente dito, havia um grande cemitério, em ambos os lados da Via Triumphalis.
Em 1991, o município de Roma planejava chamar a estação Mosca (Moscou). Para retribuir, uma estação do Metro de Moscou foi nomeada Rimskaya.

## Serviços
Esta estação possui: